# Пространство (телесериал)
«Пространство» или «Экспансия» (англ. The Expanse) — американский фантастический телесериал, созданный Марком Фергусом и Хоуком Остби, премьерный показ которого состоялся в 2015 году на телеканале Syfy. Сериал основан на одноимённой серии книг Даниэля Абрахама и Тая Френка, писавших под псевдонимом Джеймс Кори.
Действие сериала происходит через несколько сотен лет от нашего времени. Солнечная система постепенно колонизируется людьми («экспансия»), которые несут в космос с родной Земли свои многочисленные пороки — жадность, бесконтрольную рождаемость, преступность и коррупцию, взаимную ненависть, вооружённые конфликты и т. д. На этом фоне люди, сначала тайно, затем явно сталкиваются с молекулярным феноменом, который оказывается проявлением внеземной разумной жизни, давно освоившей множество звёздных систем и затем их таинственно покинувшей, оставив в полурабочем состоянии загадочную инфраструктуру.
Первый эпизод был показан онлайн на сайте Syfy 23 ноября 2015 года, премьера сериала — 14 декабря 2015 года. 31 декабря 2015 сериал продлён на второй сезон, который вышел 1 февраля 2017 года. Показ третьего был начат в 2018 году. В мае 2018 года Syfy отказался от показа сериала. 25 мая этого же года стало известно, что Amazon заказал четвёртый сезон телесериала, и он вышел 13 декабря 2019 года (все 10 серий сезона вышли одновременно). 27 июля 2019 года Amazon продлил сериал на пятый сезон. В феврале 2020 года завершились его съёмки. Премьерный показ пятого сезона состоялся 16 декабря 2020 года. Шестой, финальный, сезон, был утверждён в ноябре 2020 года, в январе 2021 года начаты съёмки, выход состоялся в декабре, 14 января 2022 года показ сериала завершён. Авторы надеются, что сериал может быть продолжен в будущем. Сюжет сериала согласован с исходной серией книг, в которой описывается множество дальнейших событий, и в финальном сезоне сериала содержится «задел» под них.

## Сюжет
Действие сериала проходит через сотни лет, Солнечная система колонизирована людьми. Марс обрёл независимость, пояс астероидов поделён на зоны протектората Земли и Марса, Церера является крупным транспортным узлом и находится под протекторатом Земли. Детективу с Цереры Джозефу Миллеру (Томас Джейн) поручают задание найти пропавшую девушку Джульетту Андромеду Мао (Флоренс Ванида Фэйвр), дочь влиятельного человека.
Тем временем экипаж грузового судна «Кентербери», возвращаясь на Цереру с грузом льда, принимает сигнал бедствия и отправляет спасательный челнок под командованием второго помощника Джеймса Холдена (Стивен Стрейт), после чего на «Кентербери» нападает неизвестный корабль. В живых остаются пять членов экипажа: Холден, инженер Наоми Нагата (Доминик Типпер), пилот Алекс Камаль (Кэс Анвар), механик Эймос Бартон (Уэс Чэтэм) и медик Чед Карви (Пауло Костанзо). Оставшихся в живых подбирает флагман боевого флота марсиан, но в скором времени и он подвергается нападению.
В ООН, которая управляет Землёй, идёт расследование обстоятельств гибели судов. Детектив Миллер находит связь между пропавшей девушкой, революционерами Союза Внешних Планет (СВП) с Цереры и уничтоженными кораблями. Миллера пытаются убить вскоре после попытки убийства его напарника, а затем просто увольняют с работы. Холден и его команда прибывают на станцию Тихо, оттуда отправляются к астероиду, на котором находят брошенный корабль и неизвестную живую субстанцию на борту. Миллер прибывает на астероид Эрос в поисках Джульетты Мао, где встречает Холдена, откуда после эксперимента бежит вместе с командой «Кентербери». Второй заместитель генерального секретаря ООН Крисьен Авасарала выясняет, что суда, атаковавшие «Кентербери» и другие корабли, построены на земных верфях.

## В ролях
Основной состав
- Стивен Стрейт (62 серии) — Джеймс Холден[24]. Персонажу Стрейта нравится его простая жизнь и минимум ответственности, несмотря на то, что работа в космосе сопряжена с риском — это лучший способ исчезнуть из виду[24]. Холден — второй помощник капитана на борту корабля «Кентербери». Один из пяти выживших, который на протяжении шести лет отказывался от всякого повышения[24]. Отвечает на сигнал бедствия, посланный с корабля «Скопули» Джульеттой Мао[10]. Любит кофе[25]. Стивен Стрейт считает, что у сериала прекрасные сценаристы, которые адаптируют книги, отличный режиссёр, и есть шанс создать что-то, чем вся съёмочная группа будет гордиться[24].
- Доминик Типпер (62 серии) — Наоми Нагата, инженер на «Кентербери»[26]. Родилась на Церере, не видела солнечного света, дождя, не вдыхала свежий воздух[27]. Она человек из рабочего класса[27]. Доминик считает свою героиню прекрасным лжецом, которая, находясь под давлением, всё же справляется с ситуацией[27]. После взрыва корабля и повреждения шаттла чинит радиосвязь, чтобы позвать на помощь, в результате сигнал принимает марсианский флагман «Доннаджер»[26]. Её подозревают в членстве в «СВП»[26].
- Кэс Анвар (56 серий) — Алекс Камаль, пилот на «Кентербери»[25]. Бывший офицер марсианского флота, ушедший в почётную отставку.
- Уэс Чэтэм (62 серии) — Эймос Бартон, механик на «Кентербери». Жёсткий и практичный человек с тёмным прошлым, испытывающий чувства к Нагате.
- Томас Джейн (24 серии) — детектив Джозеф Алоис Миллер, полицейский на Церере[10][28]. Персонаж Джейна родился и вырос в космосе, рано лишившись родителей, погибших при строительстве станции[28]. Миллер вырос «на улице», скитаясь, он научился выживать[28]. Берёт взятки, не притворяясь, что его это смущает, он знает, как устроена жизнь, ему плевать на общество, он вырос вне его[28]. Миллер сам трактует закон так, как считает нужным, потому что понимает, что он не застрял на астероиде в космосе, он будто шериф в старом «вестерне»[28]. Ради этой роли актёру пришлось сбросить вес, так как по сюжету действие разворачивается на астероидах, в условиях низкой гравитации[10], из-за этого люди вырастают худыми и высокими[28]. По мнению актёра, его герой все время тепло одет лишь потому, что в космосе довольно холодно, и он мог бы себе что-то отморозить и потерять[28]. Джейн отзывался о своём персонаже, как о настоящей «заднице», но все же надеется, что зрителям он понравится[28].
- Шохре Агдашлу (62 серии) — Крисьен Авасарала, помощник заместителя Генерального секретаря ООН по административным делам, ведущая расследование обстоятельств гибели судов[10][25].
- Фрэнки Адамс (52 серии) — Роберта Дрейпер, комендор-сержант марсианской пехоты.

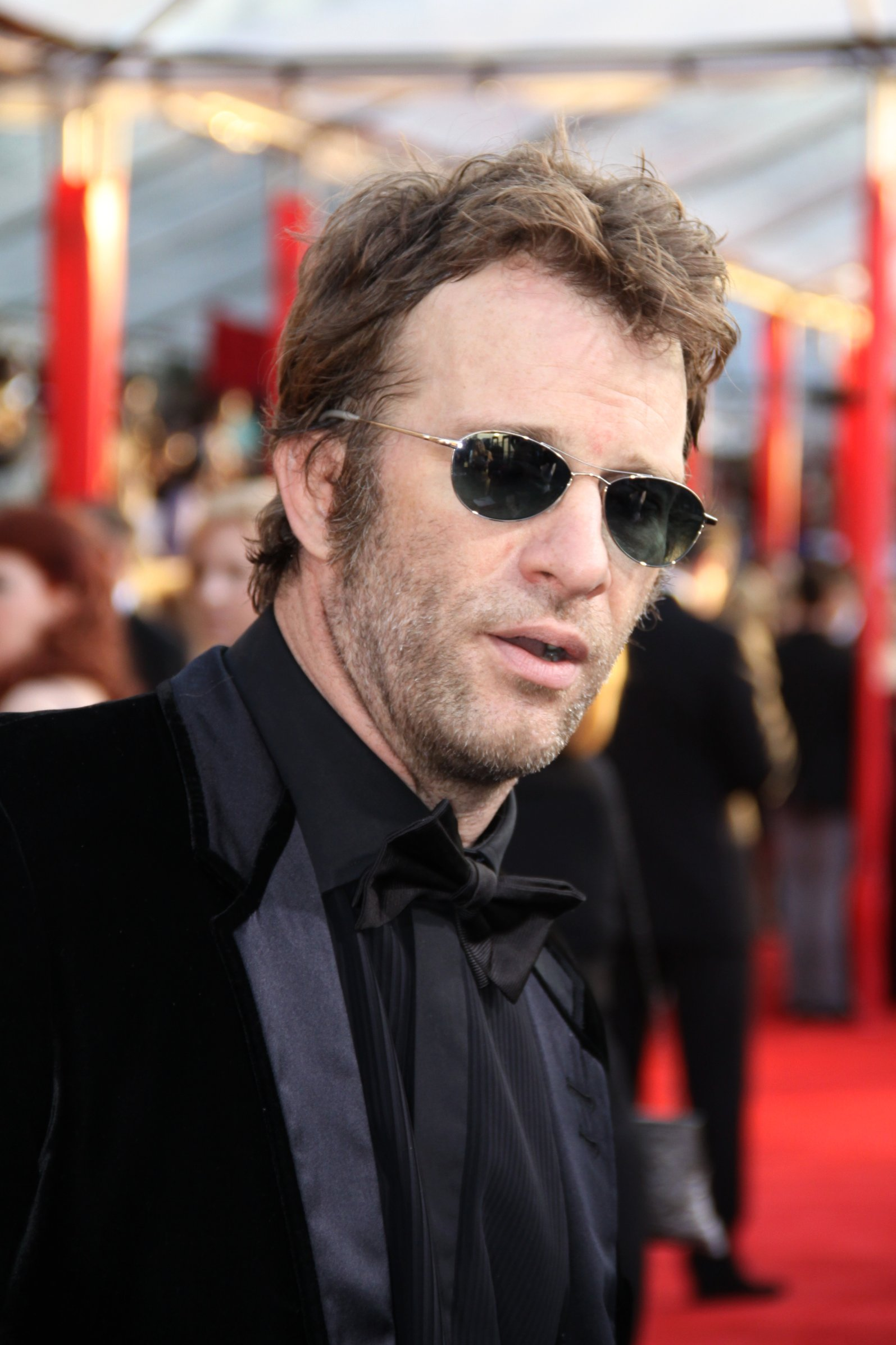
Томас Джейн, исполнитель роли детектива Джозефа Алоиса Миллера.
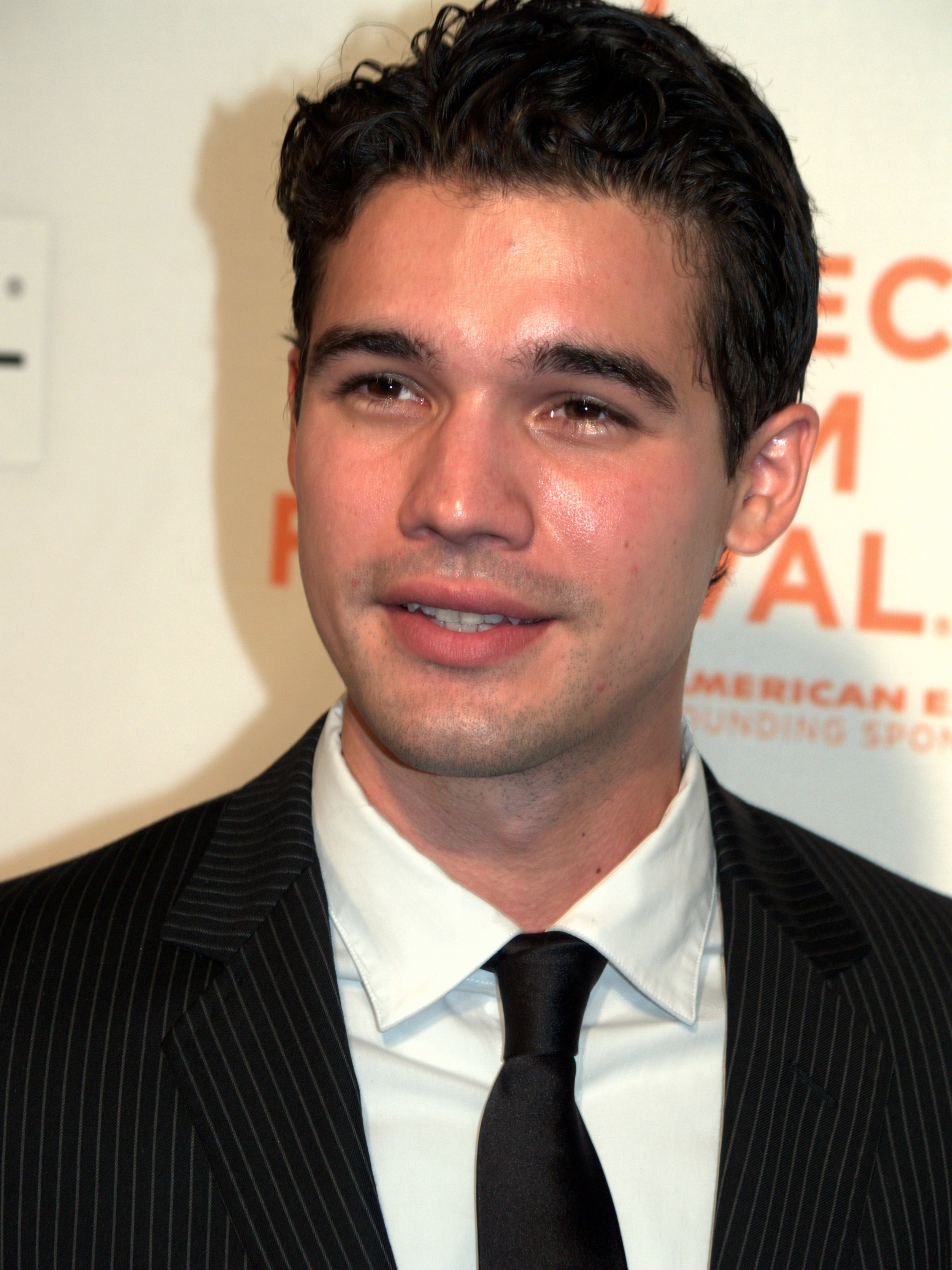
Стивен Стрейт, исполнитель роли Джеймса Холдена.
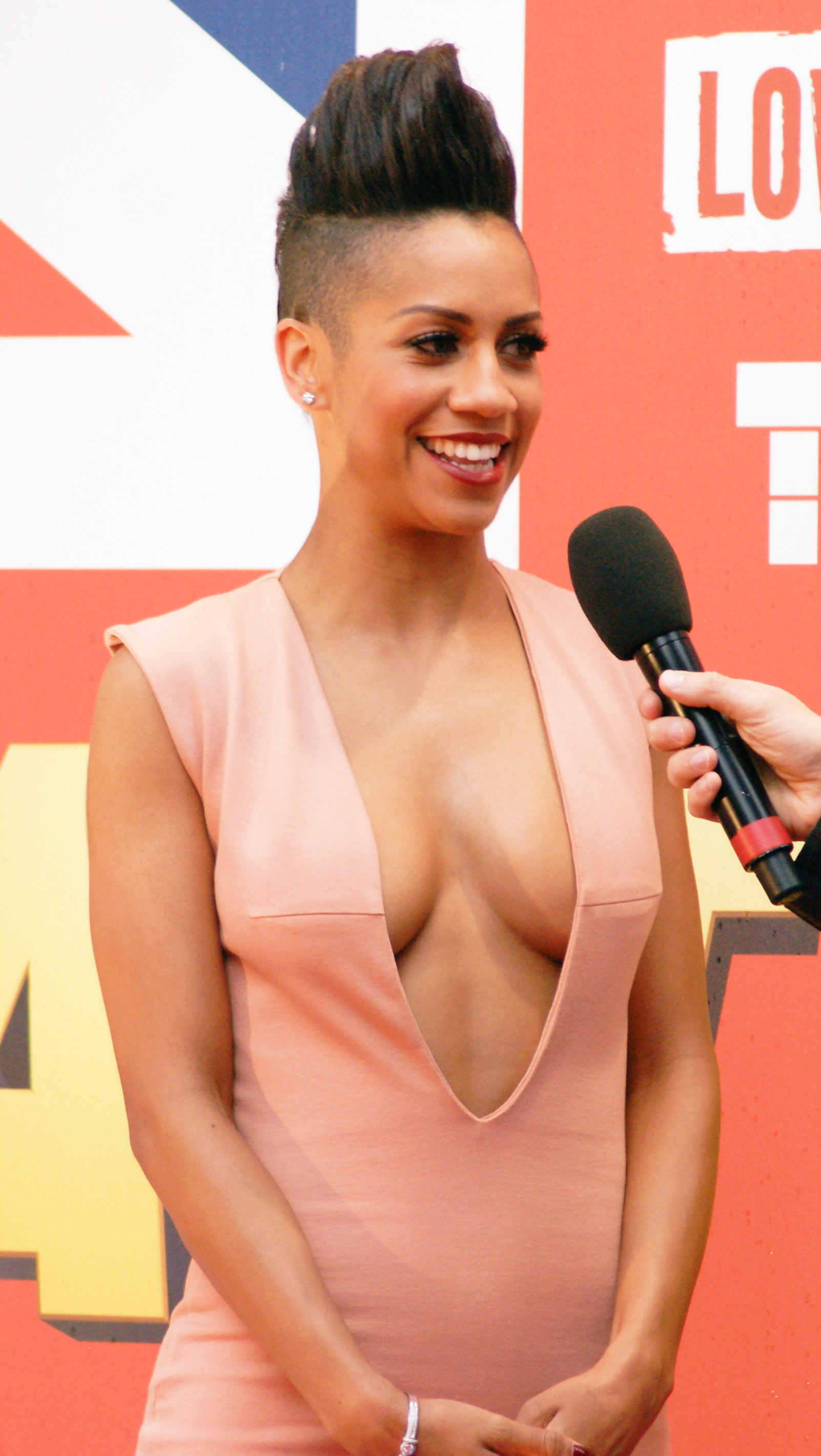
Доминик Типпер, исполнительница роли Наоми Нагата, инженер на «Кентербери».
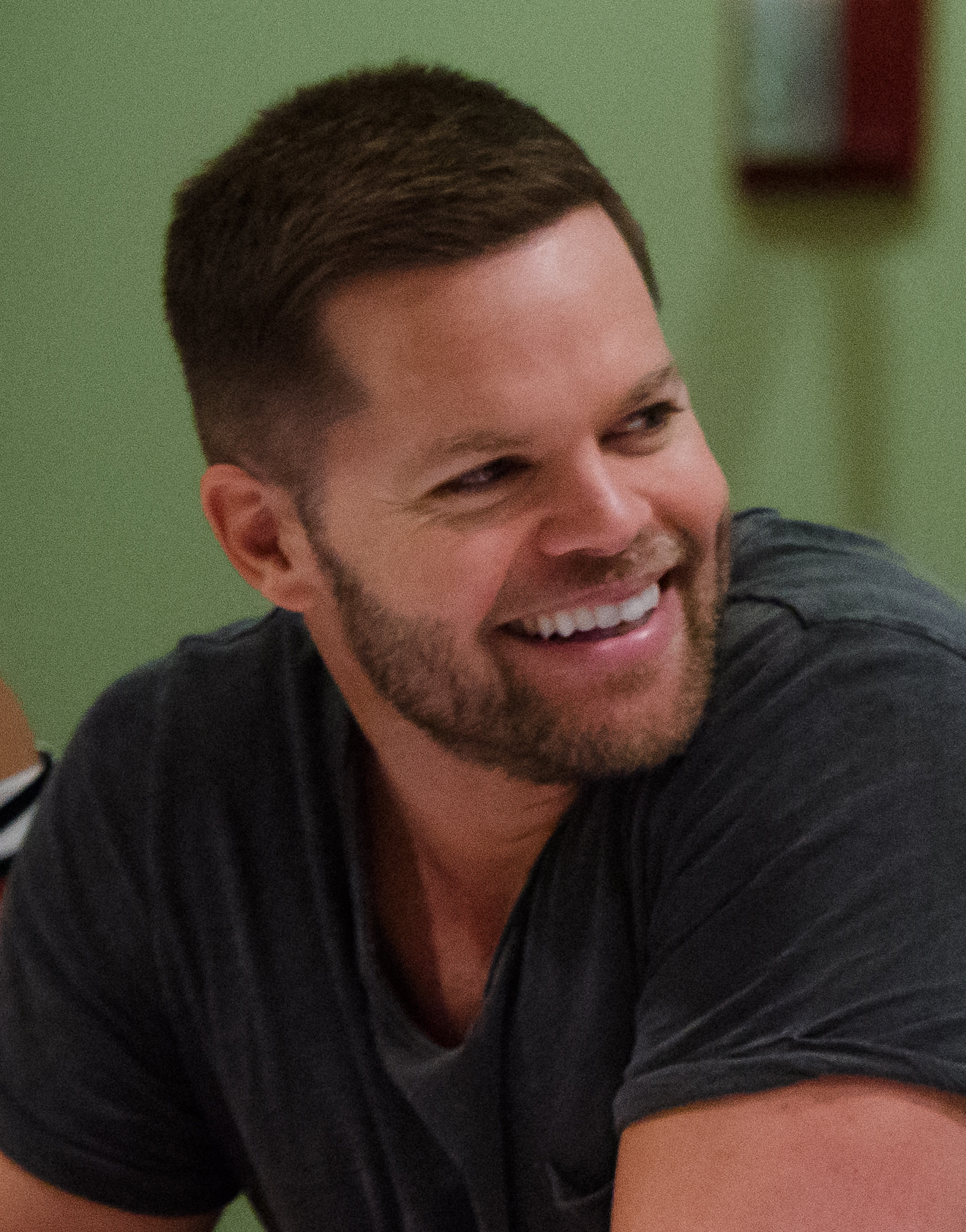
Уэс Чэтэм, исполнитель роли Эймоса Бартона.
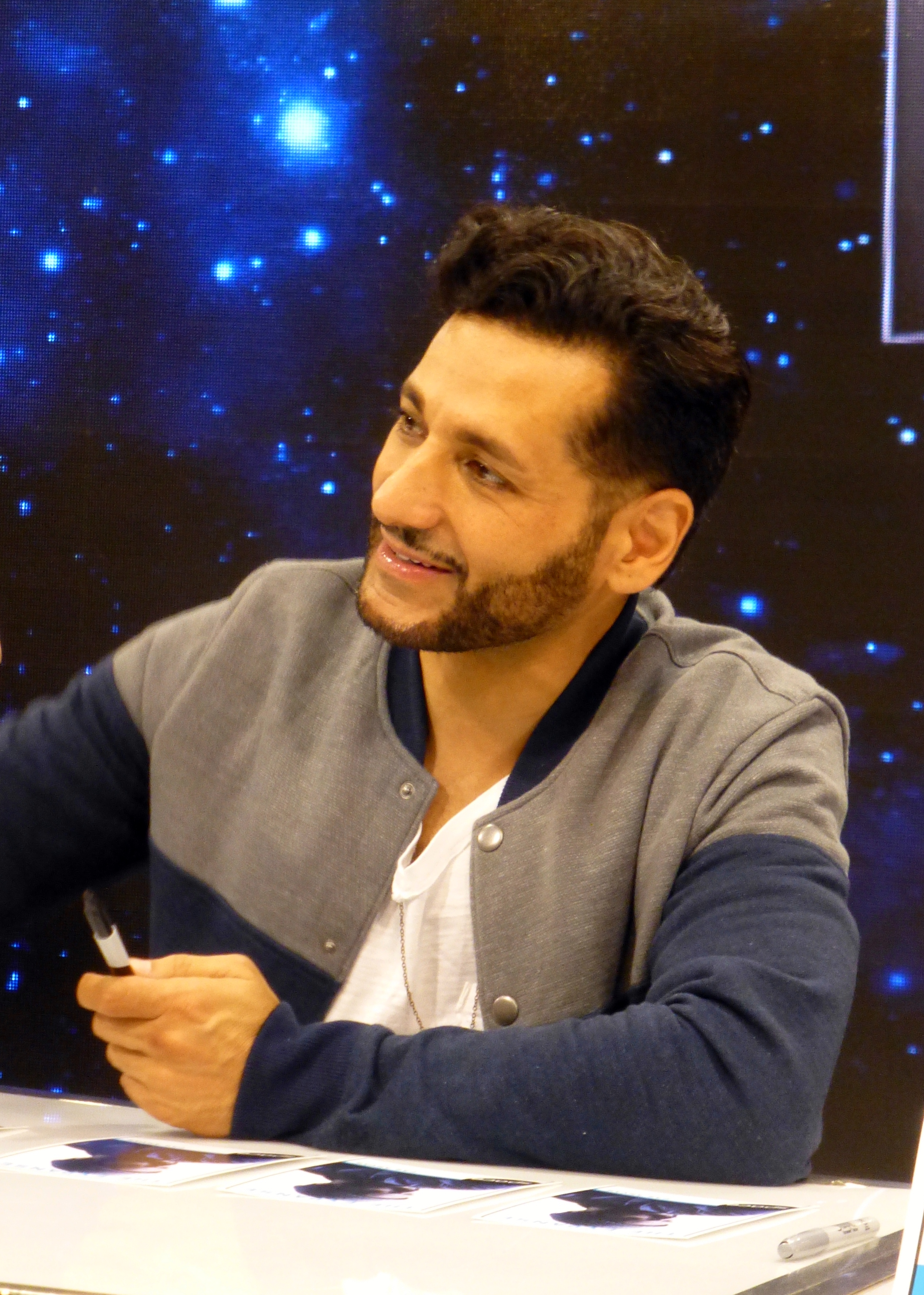
Кэс Анвар, исполнитель роли Алекса Камала.
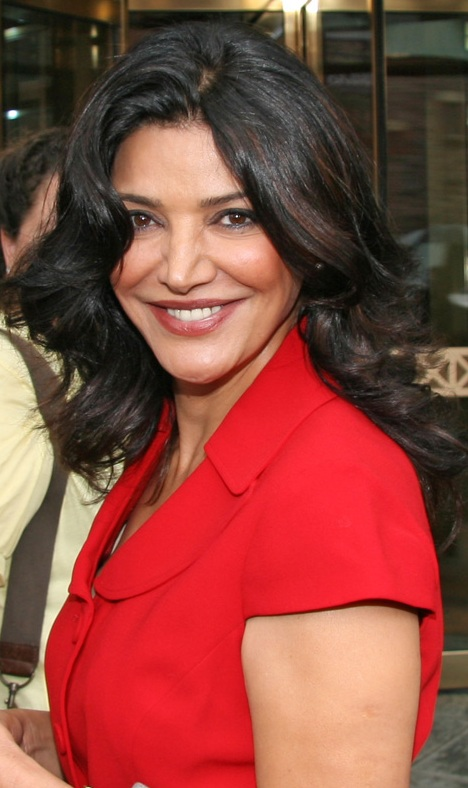
Шохре Агдашлу, исполнительница роли Крисьен Авасаралы, второго заместителя руководителя ООН.
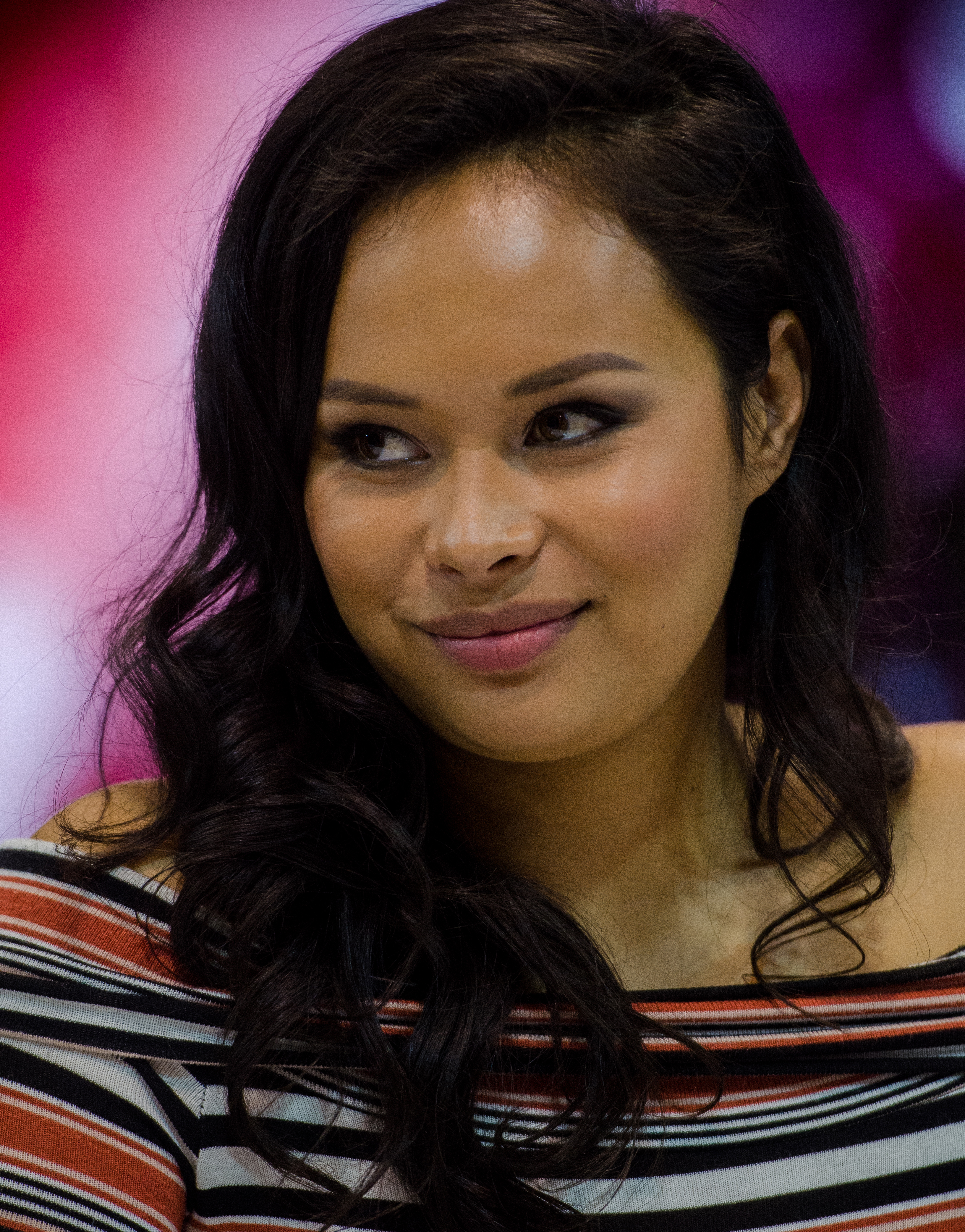
Фрэнки Адамс, исполнительница роли Бобби Дрейппер.

Второстепенный состав
- Шон Дойл[англ.] (28 серий) — Садавир Эрринрайт, заместитель Генерального секретаря ООН по административным делам.
- Кара Ги (42 серии) — Камина Драммер, помощница Фреда Джонсона, позднее капитан «Бегемота», затем — лидер своей фракции.
- Флоренс Фэйвр (24 серии) — Джульетта Андромеда Мао[10], дочь Жюля-Пьера Мао. Разыскивается детективом Миллером, отправляет сигнал бедствия, на который откликается Джеймс Холден[10].
- Надин Николь (21 серия) — Кларисса Мао, дочь Жюля-Пьера Мао, которая сначала разыскивает Джима Холдена, чтобы отомстить, затем — член экипажа «Росинанта».
- Чад Коулмэн (20 серий) — полковник Фред Джонсон, «мясник станции Андерсон», руководитель ячейки СВП и начальник станции «Тихо»[26].
- Анна Хопкинс (20 серий) — Моника Стюарт, тележурналист.
- Кион Александер (20 серий) — Марко Инарос, предводитель террористической группировки астероидян, бывший муж Наоми Нагаты.
- Джасаи Чейз Оуэнс (17 серий) — Филип Инарос, сын Наоми Нагаты и Марко Инароса.
- Эндрю Ротилио (16 серий) — Диого Харари.
- Ник Тарабей (15 серий) — Котияр.
- Дэвид Стрэтэйрн (13 серий) — коммандер Клаэс Ашфорд, заместитель Драммер на «Бегемоте».
- Терри Чен[англ.] (13 серий) — доктор Пракс Менг, ботаник с Ганимеда, разыскивающий похищенную дочь.
- Франсуа Шо (13 серий) — Жюль-Пьер Мао, земной олигарх.
- Элизабет Митчелл (12 серий) — преподобный доктор Анна Воловодова. Земной и европеанский пастор методизма.
- Джаред Харрис (7 серий) — Андерсон Доус, лидер СВП.
- Афина Карканис (7 серий) — Октавия Масс.
- Пауло Костанцо (7 серий) — Шед Гарви.
- Элайас Туфексис (6 серий) — Кензо, шпион со станции «Тихо».
- Джей Эрнандес (5 серий) — Дмитрий Хэвлок, напарник Джозефа Миллера на Церере.
- Грег Брайк (4 серии) — Лопес, лейтенант марсианского корабля «Доннеджер».
- Джефф Сеймур (3 серии) — Коршунов, министр обороны Марса.
- Кристен Хагер (2 серии) — Ада Нигаард.
- Джонатан Бэнкс (1 серия) — старпом «Кентербери».

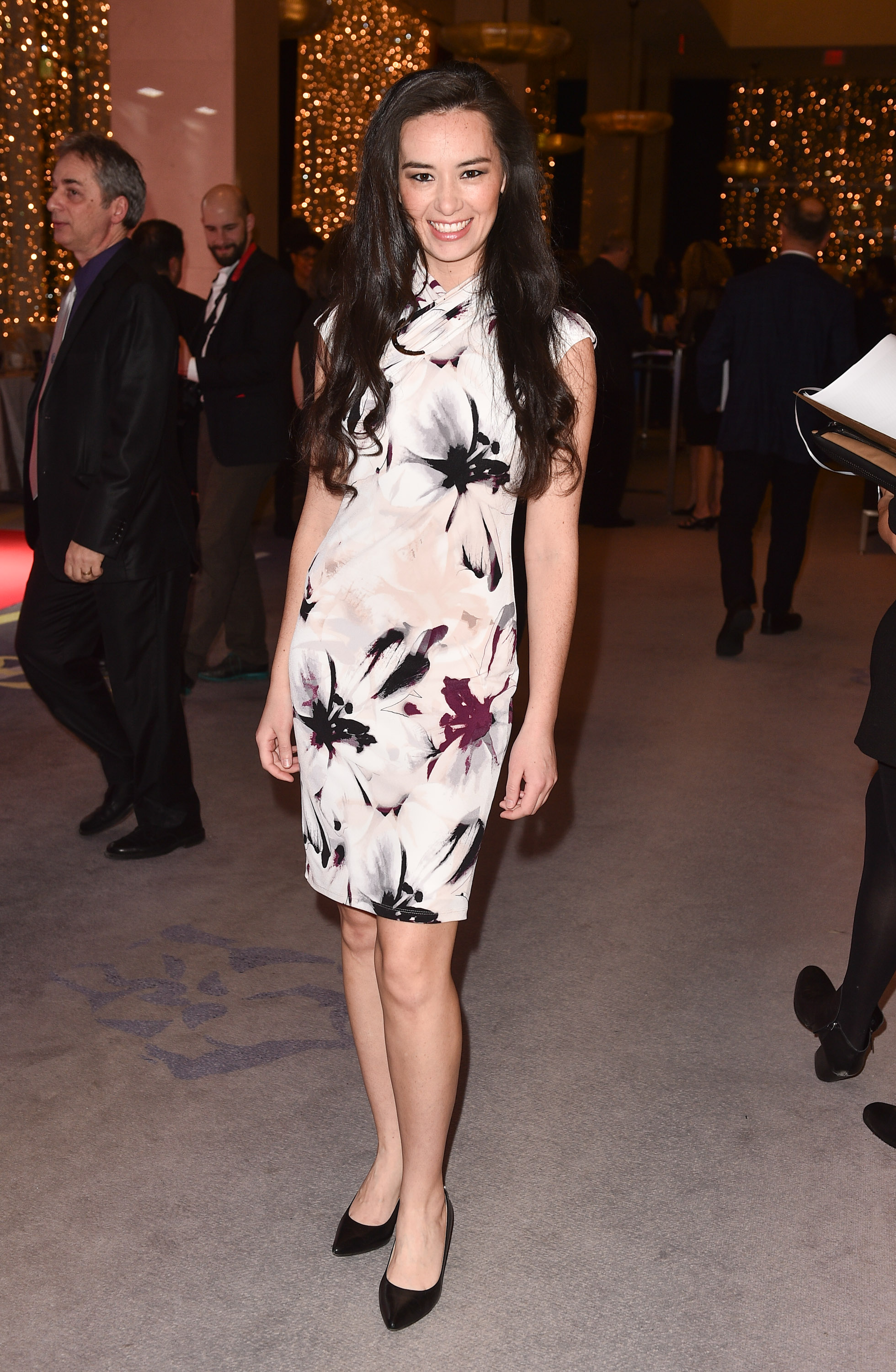
Кара Ги, исполнительница роли Камины Драммер.
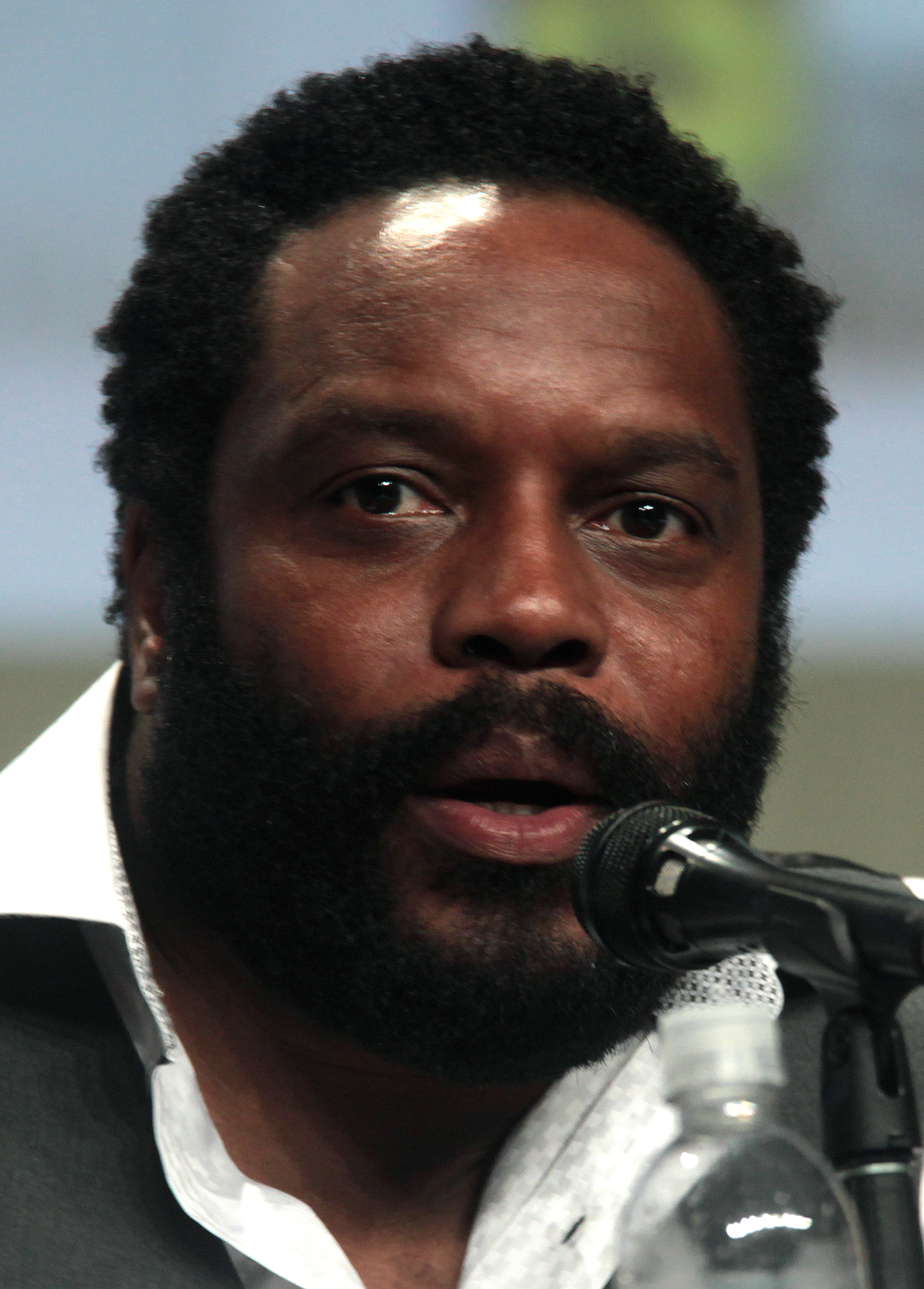
Чад Коулмэн, исполнитель роли Фреда Джонсона.
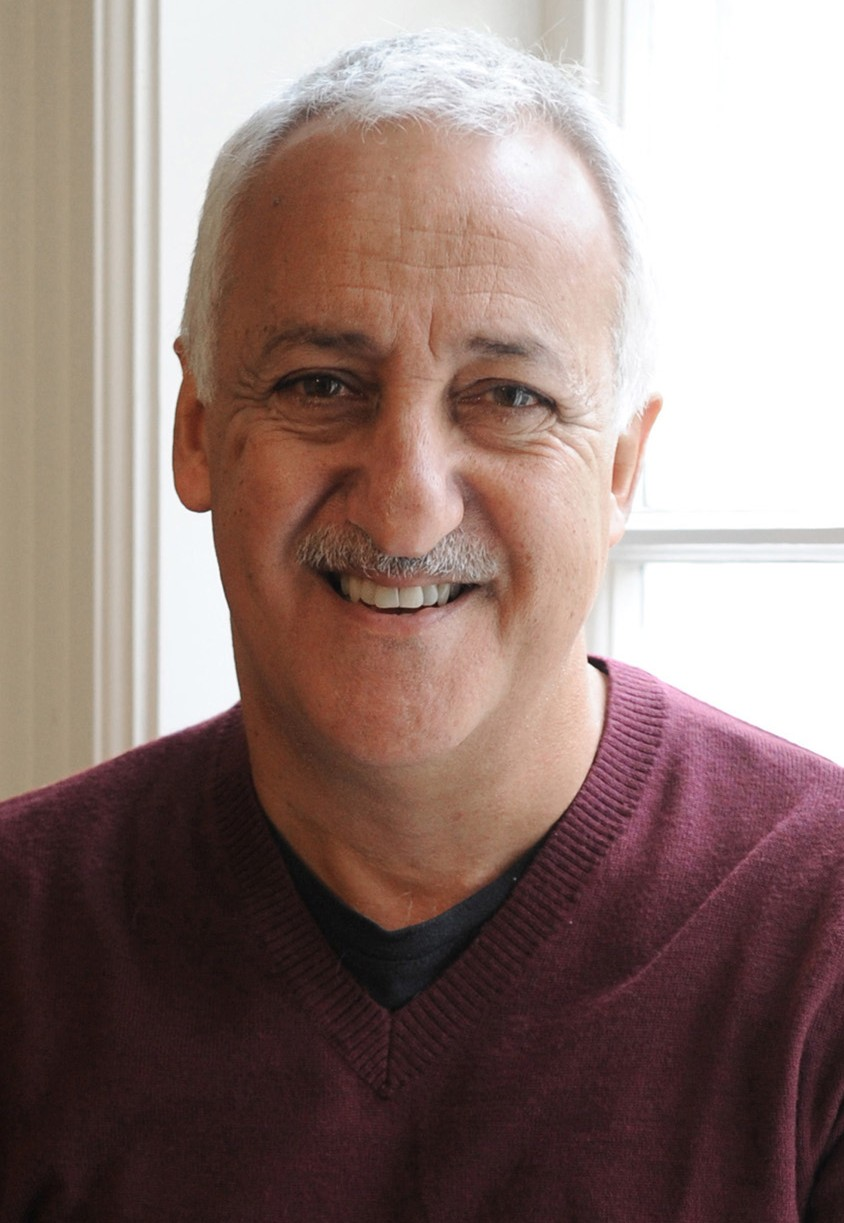
Брайян Джордж
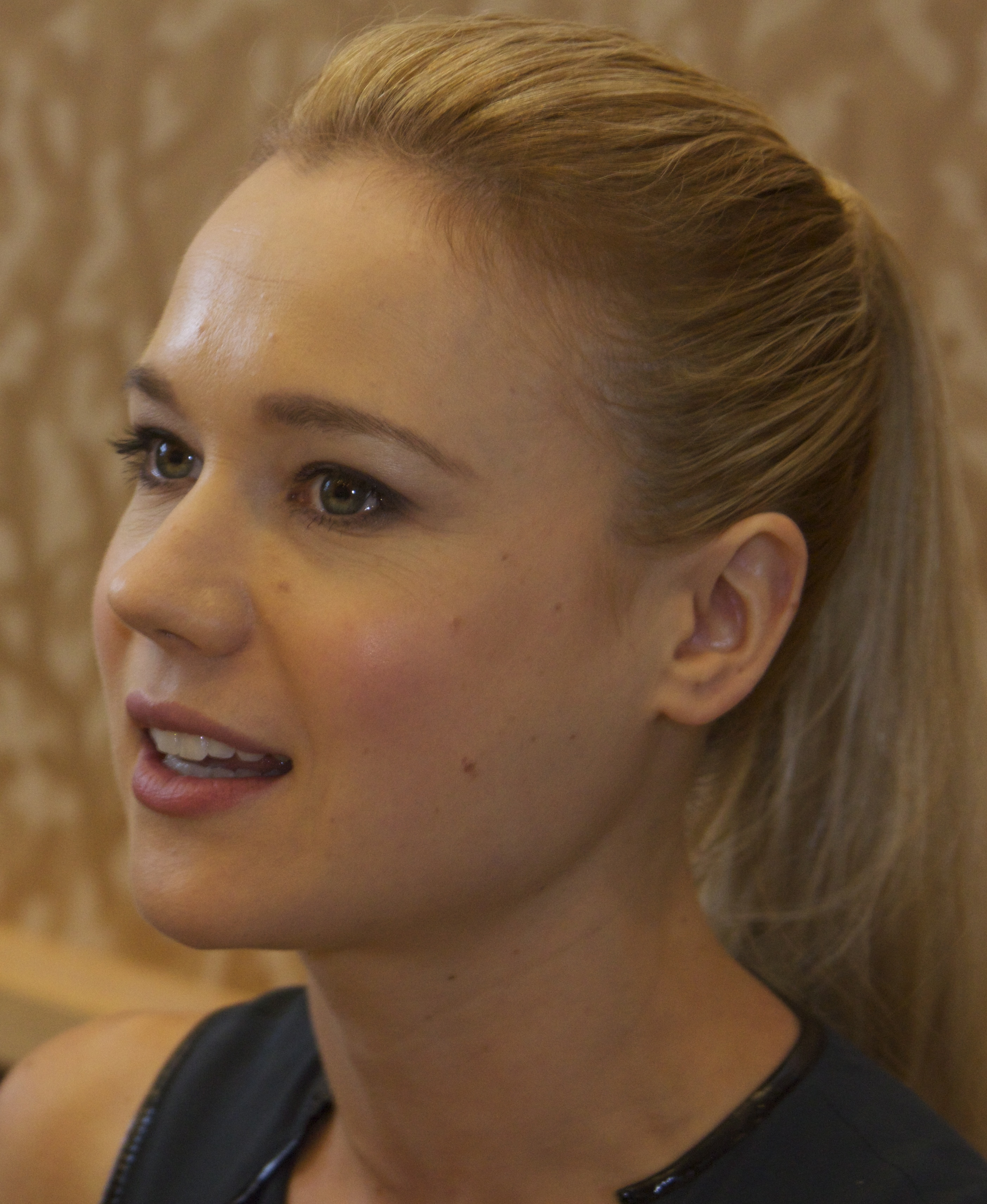
Кристен Хагер
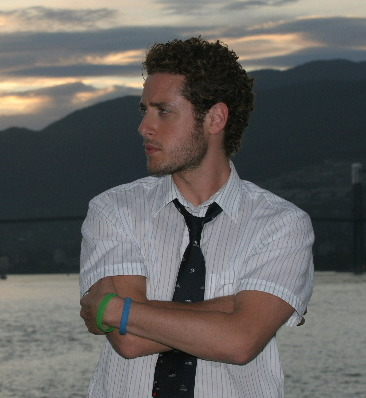
Пауло Констанцо
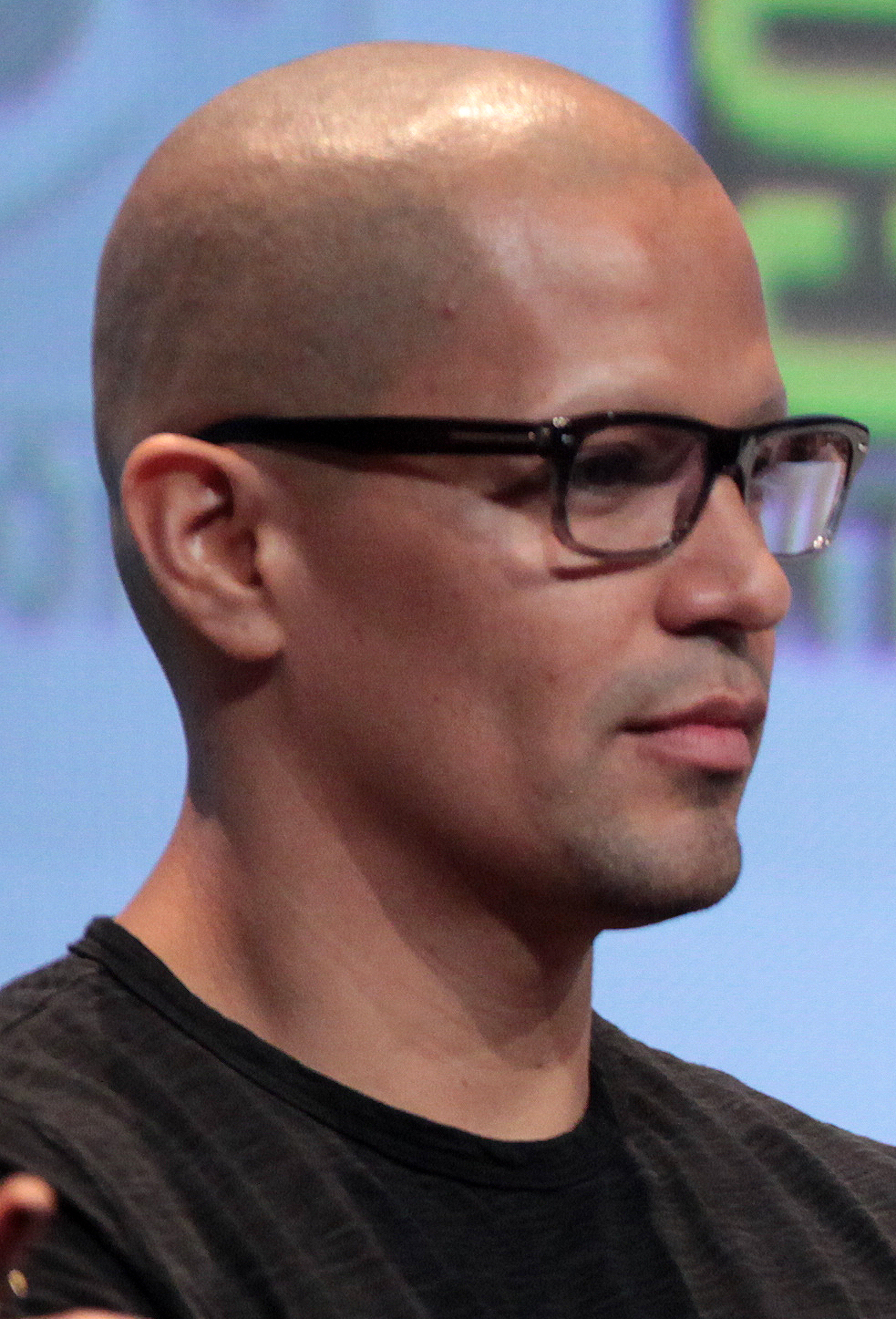
Джей Эрнандес
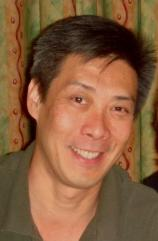
Франсуа Шо
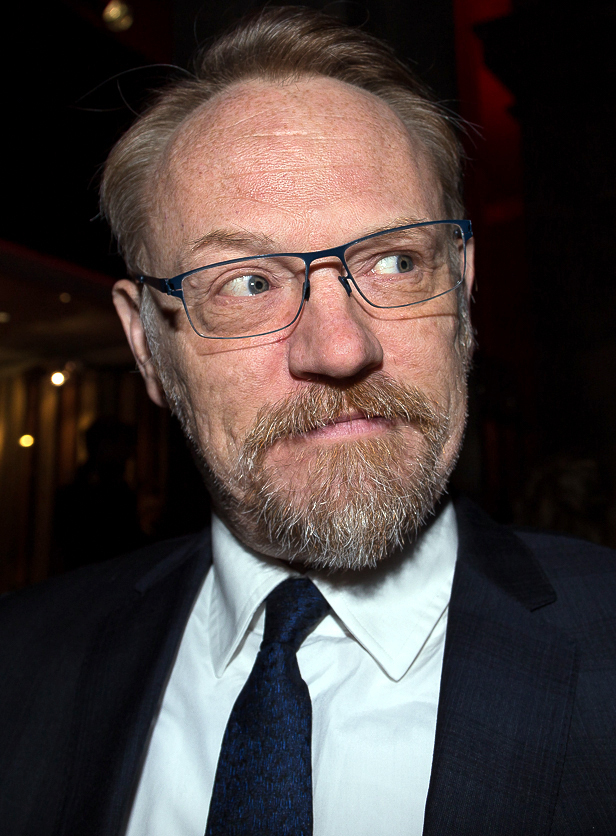
Джаред Харрис
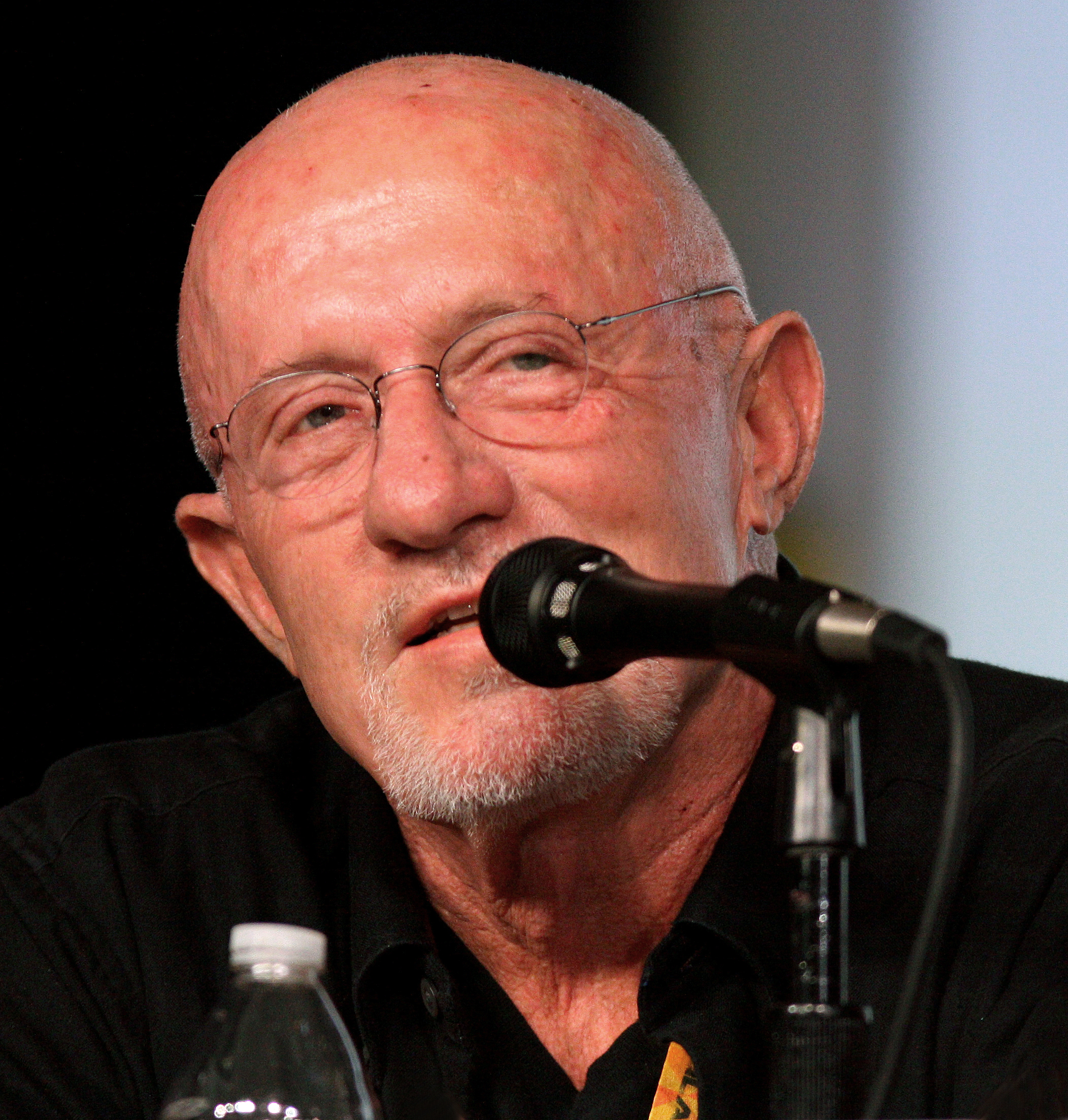
Джонатан Бэнкс

## Эпизоды
| Сезон | Сезон | Эпизоды | Оригинальная дата выхода | Оригинальная дата выхода | Телеканал   |
| Сезон | Сезон | Эпизоды | Премьера сезона          | Финал сезона             | Телеканал   |
| ----- | ----- | ------- | ------------------------ | ------------------------ | ----------- |
|       | 1     | 10      | 14 декабря 2015          | 2 февраля 2016           | Syfy        |
|       | 2     | 13      | 1 февраля 2017           | 19 апреля 2017           | Syfy        |
|       | 3     | 13      | 11 апреля 2018           | 5 июля 2018              | Syfy        |
|       | 4     | 10      | 13 декабря 2019          | 13 декабря 2019          | Prime Video |
|       | 5     | 10      | 16 декабря 2020          | 3 февраля 2021           | Prime Video |
|       | 6     | 6       | 6 декабря 2021           | 14 января 2022           | Prime Video |

### Специальные эпизоды
Пространство: Один корабль (The Expanse: One Ship). Вышли в 2021 году (премьера 10 декабря 2021 года). В основе сюжетов 5 серий "Доктрина Одного Корабля".
1. Ankawala (10.12.2021)
2. Zenobia (17.12.2021)
3. Win or Lose (24.12.2021)
4. Night Watch (31.12.2021)
5. Remember the Cant (07.01.2022)

## Производство и разработка
11 апреля 2014 года телеканал Syfy анонсировал экранизацию цикла книг «Пространство», заказав десять часовых серий первого сезона. Президент телекомпании прокомментировал это событие: «„Пространство“ — эпичный по масштабу и охвату мир и он обещает быть самым масштабным сериалом Syfy на сегодняшний день».
Марк Фергус и Хоук Остби написали сценарий к пилотной серии, снятой Терри МакДонаф, и работали сценаристами и шоуранерами, наряду с Нарен Шанкаром.
29 октября 2014 года Alcon Television и The Sean Daniel Company начали съёмку сериала в Торонто.
C 4 сезона сериал перешёл с канала Syfy на Amazon Video.

## Оценки
На сайте-агрегаторе Metacritic 1-й сезон получил 65 из 100 баллов, основываясь на 22 рецензиях, 2 сезон оценён на 77/100 на основе 5 рецензий.
На сайте-агрегаторе Rotten Tomatoes 1-й сезон получил 75 % (7/10), основываясь на 36 рецензиях, 2-й сезон получил 95 % основываясь на 20 рецензиях. 3-й сезон получил 100 %, основываясь на 15 рецензиях, четвёртый — 100 % на 31 рецензии.
Единственный сериал, по версии журнала «Мир фантастики», не получивший ни единой отрицательной оценки.

## Награды и номинации
- 2016 — номинация на премию «Сатурн» за лучший научно-фантастический сериал.
- 2017 — Премия «Хьюго» за лучшую постановку — короткая форма (10-я серия 1 сезона «Пробуждение Левиафана»)[37].
- 2017 — номинация на премию «Сатурн» за лучший научно-фантастический сериал.
- 2018 — номинация на премию «Сатурн» за лучший научно-фантастический сериал.
- 2019 — номинация на премию «Хьюго» за лучшую постановку — короткая форма (13-я серия 3 сезона «Врата Абаддона»).
- 2019 — номинация на премию «Сатурн» за лучший стриминговый сериал в жанре научной фантастики, экшен или фэнтези.
- 2020 — номинация на премию «Хьюго» за лучшую постановку — короткая форма (10-я серия 4 сезона «Пожар Сиболы»).
- 2021 — номинация на премию «Хьюго» за лучшую постановку — короткая форма (4-я серия 5 сезона «Гавгамелы»).
- 2021 — премия «Сатурн» в номинации «Television Spotlight Award».
- 2022 — премия «Хьюго» за лучшую постановку — короткая форма (10-я серия 5 сезона «Игры Немезиды»).
- 2022 — номинация на премию «Сатурн» за лучший стриминговый сериал в жанре научной фантастики.
- 2023 — номинация на премию «Хьюго» за лучшую постановку — короткая форма (6-я серия 6 сезона «Пепел Вавилона»).